# Alvik (Stockholms tunnelbana)
Alvik ist ein oberirdischer Bahnhof der Stockholmer U-Bahn und von zwei Stadtbahnstrecken. Er befindet sich im Stadtteil Västerort, direkt neben der Schnellstraße Drottningholmsvägen. Der Bahnhof wird von der Gröna linjen des Stockholmer U-Bahn-Systems sowie von den stadtbahnähnlichen Nockebybanan und Tvärbanan bedient. Er ist Endpunkt der Linie 18 der Gröna linjen. Das macht den Bahnhof zusammen mit den Umsteigebeziehungen zu einem der meistfrequentierten des U-Bahn-Netzes. An einem normalen Werktag steigen hier durchschnittlich 38.100 Fahrgäste zu und um, wovon 18.100 auf die U-Bahn, 13.100 auf die zwei Stadtbahnen und 2.100 auf Buslinien entfallen.
Zwischen den Zügen der U-Bahn und der Nockebybanan besteht ein bahnsteiggleicher Übergang, die Bahnsteige der Tvärbanan liegen etwa in einem Winkel von 90° unter den der beiden anderen Strecken am westlichen Ausgang.
Der Bahnhof wurde am 26. Oktober 1952 in Betrieb genommen, als der U-Bahn-Abschnitt Hötorget–Vällingby eingeweiht wurde. Die zwei Bahnsteige der U- und Nockebybahn mit jeweils zwei Gleisen befinden sich oberirdisch, die Gleise der Tvärbana darunter ebenfalls. Sie führen jedoch in beiden Richtungen in je einen in bergmännischer Bauweise aufgefahrenen Tunnel. Der Bahnhof liegt zwischen den Stationen Kristineberg und Stora mossen der U-Bahn sowie Alviks Strand und Johannesfred der Tvärbana. Bis zum Hauptbahnhof Stockholm sind es etwa 4,5 Kilometer. Auf der Westseite des Bahnhofs liegt der Betriebshof Bromma, er ist über eine gemeinsame Betriebsstrecke, die mit Fahrleitung und Stromschienen ausgerüstet ist, mit den Bahnsteiggleisen der U- und der Nockebybahn und über einen Verbindungstunnel mit denen der Tvärbana verbunden. Aus Platzgründen war die Einrichtung einer Kehranlage für die Züge der U-Bahn westlich der Bahnsteige nicht möglich. Die für den Richtungswechsel der Züge der Linie 18 erforderliche Kehranlage befindet sich deshalb ebenfalls auf dem Gelände des Bw Bromma.

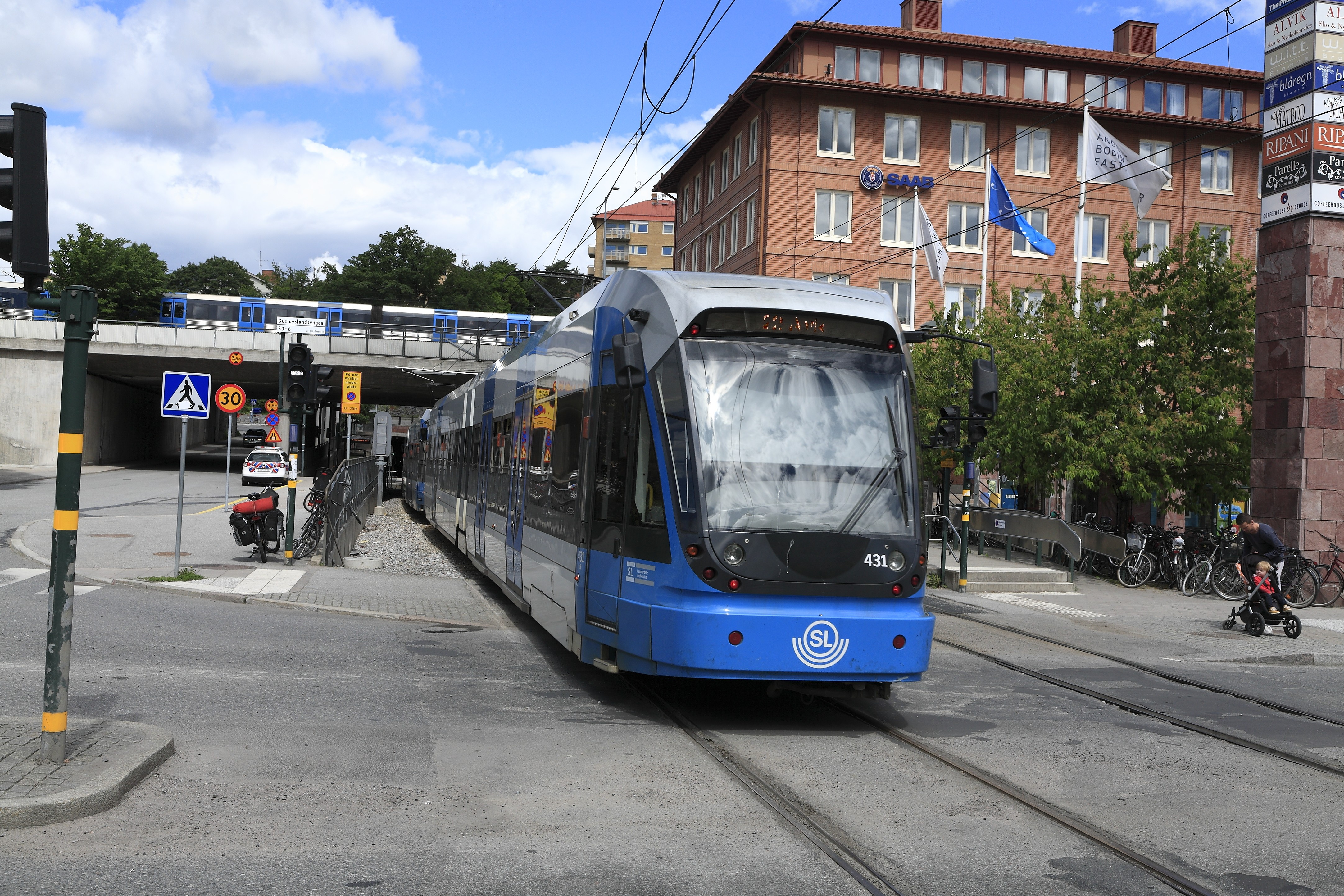
Zug der Tvärbana, auf der Brücke ein Zug der U-Bahn

## Reisezeit
| Linie | bis Station     | Reisezeit | bis Station                    | Reisezeit            |
| 17    | Hässelby strand | 19 min    | T-Centralen Gamla stan Slussen | 13 min 14 min 16 min |
| 17    | Skarpnäck       | 32 min    | T-Centralen Gamla stan Slussen | 13 min 14 min 16 min |
| 18    | Hässelby strand | 19 min    | T-Centralen Gamla stan Slussen | 13 min 14 min 16 min |
| 18    | Farsta strand   | 37 min    | T-Centralen Gamla stan Slussen | 13 min 14 min 16 min |
| 19    | Hässelby strand | 19 min    | T-Centralen Gamla stan Slussen | 13 min 14 min 16 min |
| 19    | Hagsätra        | 36 min    | T-Centralen Gamla stan Slussen | 13 min 14 min 16 min |